# Phanoperla incompleta
Phanoperla incompleta és una espècie d'insecte plecòpter pertanyent a la família dels pèrlids que es troba a Malàisia.